# DA.OpenOffice.org
DA.OpenOffice.org er den danske del af OpenOffice.org-projektet.
DA.OpenOffice.org har oversættelsen af den frie kontorpakke OpenOffice.org samt hjælpefiler og dokumentation som sin hovedopgave. Desuden ydes hjælp til brugere via webforum samt markedsføring af kontorpakken.
Delprojektet blev sparket i gang den 6. november 2002 af Claus Sørensen. hvor hjemmeside med tilhørende postlister dog først blev klar i januar 2003.
Siden august 2003 har Søren Thing Pedersen været leder af delprojektet, hvor en af de største udfordringer har været oversættelse af alle hjælpefilerne, som blev færdig i forbindelse med frigivelsen af OpenOffice.org 2.0 i oktober 2005.
Delprojektet stod bag oprettelsen af et dansk hjælpeforum for OpenOffice.org under navnet OOoForum.dk.